# فرودگاه مالاگا
فرودگاه مالاگا (به انگلیسی: Málaga Airport) (به زبان بومی: Aeropuerto de Málaga) یک فرودگاه همگانی مسافربری با کد یاتا AGP است که یک باند فرود آسفالت دارد و طول باند آن ۳۲۰۰ متر است. این فرودگاه در شهر مالاگا کشور اسپانیا قرار دارد و در ارتفاع ۱۶ متری از سطح دریا واقع شده‌است.

## شرکت‌های هواپیمایی و مقصدهای پروازی
| شرکت‌های هواپیمایی                                          | مقصدهای پروازی | Pier |
| ---------------------------------------------------------- | --- | ---- |
| ایر لینگاس                                                 | کرک، دوبلین Seasonal: شهری جورج بست بلفاست، شنن | B, C |
| آئروفلوت                                                   | شرمتیوو | B    |
| ایر عربیا مغرب                                             | ابن بطوطه طنجه | B    |
| ایربالتیک                                                  | فصلی: ریگا (آغاز از ۲۸ مارس ۲۰۱۸) | B    |
| ایر اروپا                                                  | آستوریاس، بیلبائو، مادرید-باراخاس، میلیلیا، شارل دوگل پاریس، سانتیاگو د کمپوستلا، والادولید، ساراگوسا فصلی: بارسلونا-ال پرات، گرن کناریا، لانزاروته، پالما د مایورکا، تنریف شمالی، والنسیا | D    |
| Air Transat                                                | مونترآل-پییر الیوت ترودو | B    |
| آلبااستار                                                  | چارتر فصلی: کاتانیا-فونتاناروسا، میلانو مالپنسا | D    |
| آلیتالیا                                                   | لئوناردو دا وینچی-فیومیچینو | D    |
| بلو ایر                                                    | هنری کواندا | C    |
| بلو ایر                                                    | تورین کاسله | D    |
| بریتیش ایرویز                                              | گاتویک فصلی: هیترو لندن | B, C |
| بریتیش ایرویز اجرا توسط بی‌ای سیتی‌فلایر                     | لندن سی‌تی فصلی: بیرمنگام، بریستول، استانستد لندن، منچستر چارتر فصلی: ادینبرو، گلاسگو | B, C |
| بروکسل ایرلاینز                                            | بروکسل | D    |
| بلغاریا ایر                                                | صوفیه | B, C |
| کوندور فلوگدینست                                           | چارتر: فرانکفورت، مونیخ | D    |
| دلتا ایرلاینز                                              | فصلی: جان اف کندی | B    |
| ایزی‌جت                                                     | بلفاست، بریستول، گلاسگو، جان لنون لیورپول، گاتویک، لوتن لندن، جنوبی لندن، استانستد لندن، منچستر، نیوکاسل | B, C |
| ایزی‌جت                                                     | اسخیپول آمستردام، برلین شونفلد، میلانو مالپنسا، شارل دوگل پاریس، تولوز-بلانیاک | D    |
| easyJet Switzerland                                        | بازل-مولوز-فرایبورگ اروپا، ژنو | D    |
| انتر ایر                                                   | چارتر فصلی: کاتوویتس، شوپن ورشو | D    |
| ای‌اس‌ال ایرلاینز فرانسه                                     | چارتر فصلی: برست، لیل، لیون-سینت اگزوپری، مارسی پروانس، متز-نانسی-لورن، شارل دوگل پاریس، تولوز-بلانیاک | D    |
| یورو وینگز                                                 | اشتوتگارت | D    |
| Eurowings Europe                                           | وین | D    |
| Evelop Airlines                                            | چارتر فصلی: آلیکانته-الچه | D    |
| فن‌ایر                                                      | هلسینکی | D    |
| فلای‌بی                                                     | اکستر فصلی: دونکاستر شفیلد رابین‌هود، نوریچ، ساوت‌همپتون چارتر فصلی: جرزی | B, C |
| جرمنیا                                                     | درسدن، مانستر اوسنابروک | D    |
| جرمن‌وینگز                                                  | اشتوتگارت فصلی: دوسلدورف | D    |
| Helity                                                     | بالگردگاه سبته | TBA  |
| شبه‌جزیره ایبری اجرا توسط ایر نوستروم                       | مادرید-باراخاس، میلیلیا، والنسیا فصلی: ایبیزا، نیس کوت دازور، ابن بطوطه طنجه، فیگو-پینادور | D    |
| ایبریا اکسپرس                                              | مادرید-باراخاس | D    |
| جت۲.کام                                                    | بیرمنگام، ایست میدلند، ادینبرو، لیدز برادفورد، استانستد لندن، منچستر فصلی: بلفاست، گلاسگو، نیوکاسل | B, C |
| JetXtra.com اجرا توسط بی‌ای سیتی‌فلایر                       | چارتر فصلی: هامبرساید | B, C |
| کاال‌ام                                                     | اسخیپول آمستردام | D    |
| لوفت‌هانزا                                                  | فرانکفورت، مونیخ | D    |
| لوکزایر                                                    | لوگزامبورگ - فیندل | D    |
| میسترال ایر                                                | چارتر فصلی: اوریو آل سریو | D    |
| Neos                                                       | میلانو مالپنسا | D    |
| نروجین ایر شاتل اجرا توسط Norwegian Air International      | گاتویک فصلی: بیرمنگام، ادینبرو، منچستر | B, C |
| نروجین ایر شاتل اجرا توسط Norwegian Air International      | آلبورگ، فلسلند برگن، کلن بن، کپنهاگ، هانوفر، گوتنبرگ-لاندوتر، گرن کناریا، هامبورگ، هلسینکی، مونیخ، گاردرموئن اسلو، سندفیورد، تورپ، سولا استاوانگر، استکهلم-آرلاندا، تنریف جنوبی، ورنس تروندهایم، شوپن ورشو فصلی: دوسلدورف | D    |
| پریمرا ایر                                                 | آلبورگ، کپنهاگ | D    |
| هواپیمایی پادشاهی مراکش                                    | محمد پنجم فصلی: اگادیر المسیره | B    |
| رایان‌ایر                                                   | آبردین، بلفاست، بیرمنگام، بورنموث، بریستول، کرک، دوبلین، ایست میدلند، ادینبرو، گلاسگو، لیدز برادفورد، جان لنون لیورپول، استانستد لندن، منچستر، نیوکاسل، گلاسگو پرستویک، شنن فصلی: ایرلند غربی | B, C |
| رایان‌ایر                                                   | اسخیپول آمستردام، باووایس-تیلی، اوریو آل سریو، برلین شونفلد، بیلاند، بروکسل، بوداپست فرنک لیست، بروکسل جنوب شرلروآ، کلن بن، کپنهاگ، آیندهوون، فرانکفورت، گوتنبرگ-لاندوتر، فرانکفورت-هان، هامبورگ، جان پل دوم کراکوف-بالیس، ممینگن، پراگ رازیون (آغاز از ۲۹ اکتبر ۲۰۱۷)، چمپینو، رم، لئوناردو دا وینچی-فیومیچینو، سندفیورد، تورپ، سانتاندر، سانتیاگو د کمپوستلا، استکهلم-اسکاوستا، وارساو مادلن، ویزه فصلی: بارسلونا-ال پرات، بلوونی گوگلیلمو مارکونی، ام. آر. استفانیک، برمن، دورتموند، هوگسوند، ایبیزا، کارلسروهه/بادن-بادن، مارسی پروانس، نورنبرگ، پالما د مایورکا، تامپره-پریکالا، ترویزو، استکهلم-واستراس، وروتسواف کوپرنیکوس | D    |
| اس۷ ایرلاینز                                               | فصلی: دوموده‌دوو | B    |
| هواپیمایی اسکاندیناوی                                      | فلسلند برگن، کپنهاگ، هلسینکی (آغاز از ۴ نوامبر ۲۰۱۷)، گاردرموئن اسلو، سولا استاوانگر، استکهلم-آرلاندا فصلی: آرهوس, کریستیان‌ساند کیویک | D    |
| Small Planet Airlines                                      | چارتر فصلی: لنارت مری تالین، ویلنیوس | D    |
| اسمارت‌وینگز اجرا توسط تراول سرویس ایرلاینز                 | پراگ رازیون فصلی: ام. آر. استفانیک | D    |
| اسمارت‌وینگز اجرا توسط Travel Service Polska                | فصلی: کاتوویتس | D    |
| سان دور اینترنشنال ایرلاینز اجرا توسط ال عال               | فصلی: بن گوریون | B    |
| سان‌اکسپرس دویچلند                                          | هانوفر | D    |
| سوئیس اینترنشنال ایرلاینز                                  | زوریخ | D    |
| سوئیس اینترنشنال ایرلاینز اجرا توسط سوئیس گلوبال ایر لاینز | ژنو | B, D |
| تاپ پرتغال اجرا توسط TAP Express                           | لیسبون پورتلا | D    |
| Thomson Airways                                            | بیرمنگام، بریستول، کاردیف، دونکاستر شفیلد رابین‌هود، ایست میدلند، گاتویک، منچستر فصلی: بلفاست، ادینبرو، گلاسگو (پایان در ۶ مه ۲۰۱۸), لوتن لندن، نیوکاسل | B, C |
| ترانساویا.کام                                              | اسخیپول آمستردام، آیندهوون، روتردام دی‌هیگ | D    |
| ترنسویا فرانس                                              | اورلی | D    |
| TUI fly Belgium                                            | آنتورپ، بروکسل، بروکسل جنوب شرلروآ، لیژ، اوستند-بروگس چارتر فصلی: بوردو–مریگناک | D    |
| تی‌یوآی‌فلای                                                 | فصلی: هانوفر | D    |
| تی‌یوآی ایرلاینز نیدرلندز                                   | چارتر: اسخیپول آمستردام | D    |
| ترکیش ایرلاینز                                             | آتاترک | B    |
| ولوتی                                                      | فصلی: آستوریاس، بوردو–مریگناک، نانت آتلانتیک، پالرمو، تولوز-بلانیاک، ونیز مارکو پولو | D    |
| ویولینگ                                                    | کاردیف فصلی: بیرمنگام | B, C |
| ویولینگ                                                    | اسخیپول آمستردام، آستوریاس، بارسلونا-ال پرات، بیلبائو، بوردو–مریگناک، بروکسل، کپنهاگ، گرن کناریا، هامبورگ، مارسی پروانس، مونیخ، اورلی، لئوناردو دا وینچی-فیومیچینو، سانتیاگو د کمپوستلا، تنریف شمالی، زوریخ فصلی: فوئرته‌ونتورا، ایبیزا، لیون-سینت اگزوپری، منورکا، میلانو مالپنسا، نانت آتلانتیک، تنریف جنوبی، تولوز-بلانیاک | D    |
| وینگز آو لبنان                                             | چارتر فصلی: رفیق حریری بیروت | B    |
| ویز ایر                                                    | هنری کواندا، کلوژ-نپوکا | C    |
| ویز ایر                                                    | بوداپست فرنک لیست | D    |